# Mito di Mozart

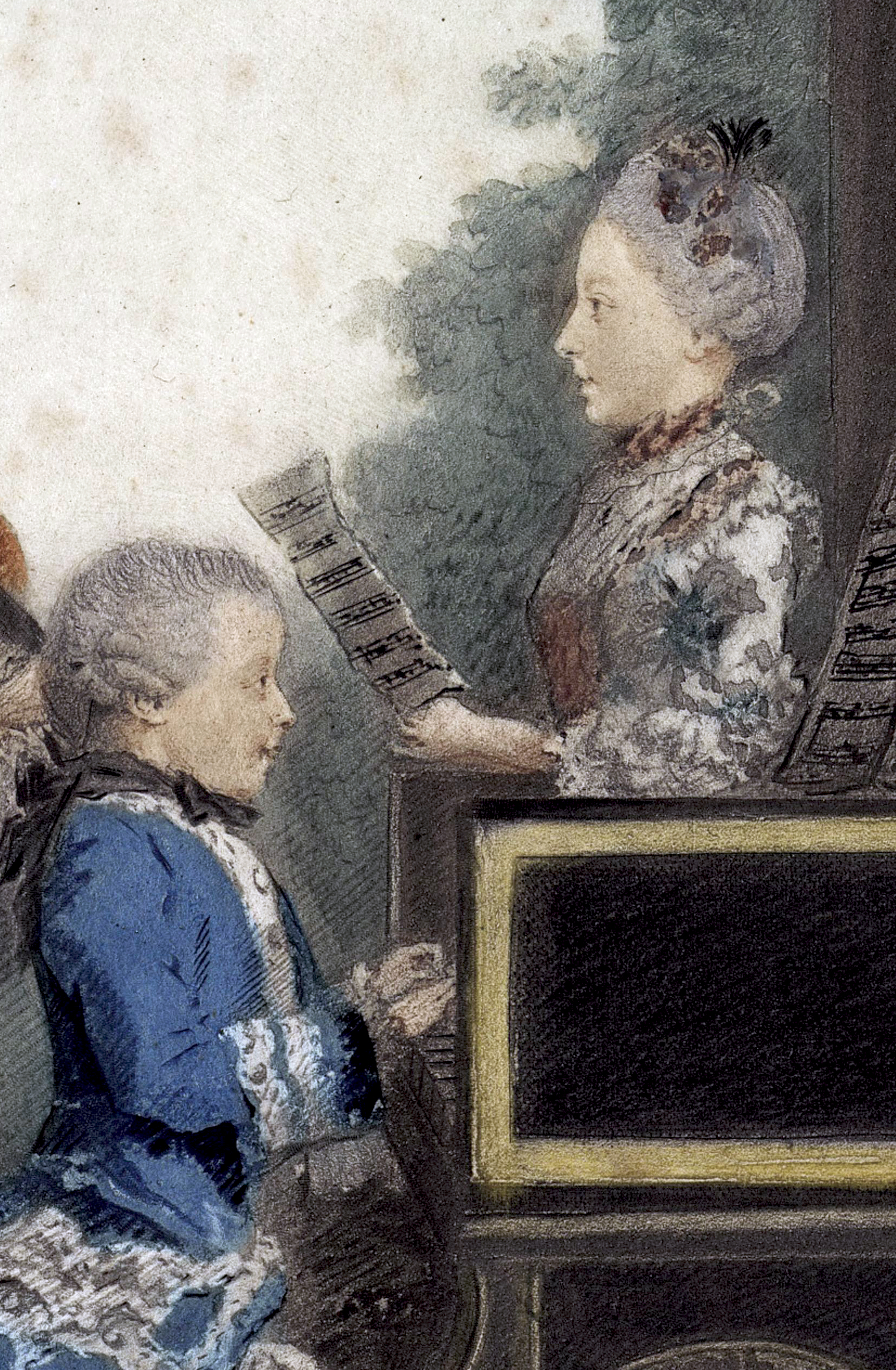
I bambini prodigio Wolfgang e Nannerl Mozart in un'incisione di Delafosse da ritratto di Carmontelle (1764)

Il mito di Mozart è un complesso di luoghi comuni, aneddoti e convinzioni che, nella biografia del compositore austriaco, formano una narrazione tradizionale capace di restituire di lui un'immagine leggendaria e rispondente soltanto in parte alla realtà storica. Il nome di Mozart è antonomasia del genio musicale e del bambino prodigio, e la sua figura idealizzata – ma per altri versi demonizzata – appare avvolta da un'aura di predestinazione.
La narrazione incarna una concezione romantica del genio. Inizia a formarsi già nei primi anni di vita del musicista, si consolida nell'immediato della sua morte, e prosegue poi ininterrotta nelle biografie, nella letteratura, nel cinema, nella stessa musica, arricchendosi e variando l'immagine di Mozart secondo le epoche storiche. Contribuisce così a perpetuarne nella cultura moderna una popolarità pari all'importanza della sua musica e indipendente dalla conoscenza di questa.
La scarsità delle testimonianze dirette affidabili e la tendenza alla ricezione acritica del contenuto delle prime biografie rendono arduo separare realtà e leggenda, tanto più che quest'ultima ha comunque un fondo di verità. V'è dunque chi ha espresso scetticismo sulla possibilità di restituire al compositore la sua dimensione storica, ammettendo tutt'al più che si possano ricostruire i fatti biografici in termini di probabilità.
Altri, più che a sfatare il mito, mirano a comprendere i contesti in cui si è formato, l'influenza delle visioni passate di Mozart sulla presente, e il segno lasciato dalla sua leggenda nella storia culturale degli ultimi secoli. D'altronde, benché molte credenze siano state smentite, il mito suggestiona ancora la cultura popolare e la percezione comune di Mozart, anche sulla scia del film Amadeus (1984). Singole convinzioni già sfatate sopravvivono presso musicisti e musicologi.

## Impronta

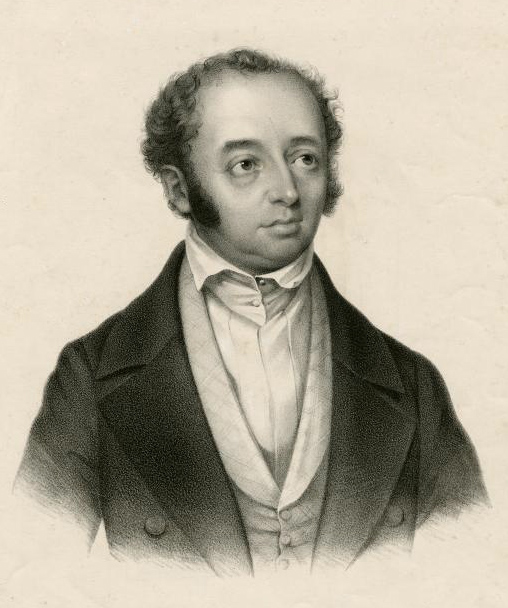
Adolf Bernhard Marx

La ricezione ininterrotta e il valore universale della sua musica, oggetto di interpretazioni assai disparate, collocano Wolfgang Amadeus Mozart tra i massimi compositori di ogni tempo, e la sua enorme versatilità lo distingue anche da altri grandi. La sua reputazione di genio assoluto e il suo ritratto mitologico corrispondono però a un ideale romantico, che il mito stesso ha corroborato e al quale si è conformato strada facendo. La vita e l'opera di Mozart sono state inquadrate in una cornice ideologica hegeliana, in particolare dai musicologi Adolf Marx (1840) e Franz Brendel (1848).
Hegel riconosce nel genio e nel talento la presenza di una componente naturale, l'ispirazione (Begeisterung), ma le nega la capacità di produrre arte da sola, disgiunta dal pensiero, dalla riflessione, dall'esercizio tecnico e da uno studio del mondo esteriore e interiore che permette all'artista di acquisire materia e contenuto per la creazione.
Il filosofo non ha però una buona opinione della musica pura. In generale, ritiene che essa richieda poca o nessuna coscienza dei contenuti, e attenga solo al moto interiore del sentimento non assistito dal pensiero. Trattando poi specificamente il semplice talento, afferma che esso non pretende alcuna esperienza del mondo e può manifestarsi nella più piena ingenuità e ignoranza.
È con ogni probabilità proprio pensando a Mozart che Hegel sostiene:
Il passo hegeliano converge sul nucleo fondamentale del mito di Mozart in formazione, che caratterizza il compositore come un genio bambino e immaturo.
La dialettica degli opposti vuole poi che ogni entità viva in relazione necessaria con il suo negativo: nel caso di Mozart, questo concetto sosterrà la costante associazione della dimensione trascendentale del suo genio a una controparte istintuale e terrena, un lato oscuro e demoniaco dell'uomo e della sua musica.
Hegel inquadra infine la storia intellettuale e delle arti in una visione teleologica. Lo spirito del mondo (Weltgeist) attua il suo fine nella storia in una tensione costante al progresso e alla perfezione, manifestandosi in un processo di sviluppo disciplinato e necessario. L'eco di questa visione alimenterà l'idea del compimento di una missione da parte del genio, che a tale missione resta sacrificato. Ancora nel 1945 Einstein, sia pure in metafora, farà esplicito riferimento allo spirito del mondo e al sacrificio dell'uomo al musicista, della persona all'arte.
In questa cornice, il ritratto mitologico di Mozart si plasma e si ricompone nella coerenza di tutti i suoi elementi: la facilità del procedimento creativo, la memoria prodigiosa, il carattere infantile che rende il compositore irresponsabile, sregolato e disadattato, e infine l'idea che la sua morte precoce segni il necessario compimento di una missione, divina o comunque trascendentale. Questo quadro e lo stereotipo romantico del genio fanciullo, che esso rispecchia, furono recepiti da Schopenhauer e sostennero le teorie estetiche romantiche e tardoromantiche.

## Origini

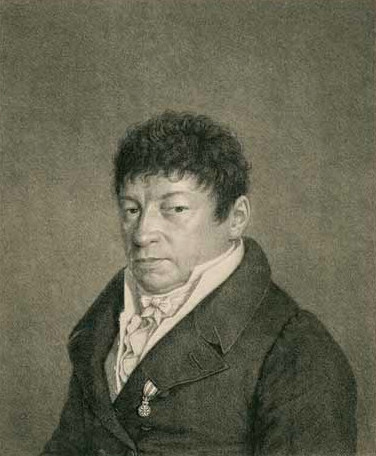
Friedrich Schlichtegroll

Le origini del mito risalgono alla primissima biografia di Mozart, il lungo necrologio stilato da Schlichtegroll nel 1793 e ripubblicato l'anno seguente. Schlichtegroll non aveva conosciuto Mozart, ma raccolse come d'abitudine notizie per corrispondenza, tramite un questionario spedito ai testimoni diretti. La vedova del compositore, Constanze Weber, non rispose. Fu quindi da Nannerl Mozart che il giornalista ottenne le maggiori informazioni. Il racconto di Nannerl, che ebbe anche la solerzia di consultare la corrispondenza privata, fu assistito dall'amico di famiglia Johann Andreas Schachtner per i dettagli remoti che lei non ricordava.
Questa circostanza fu un primo fattore di deformazione della biografia: Schlichtegroll acquisì infatti molte notizie biografiche da Schachtner, ma esse si incentravano sull'infanzia, al punto che ben venticinque pagine sulle trentuno del necrologio finirono per insistere sul periodo 1756-1773 e narrare il Mozart salisburghese, bambino e adolescente.
Un secondo e più importante fattore fu l'aggiunta, in calce alla lettera di risposta di Nannerl, di un poscritto di mano ignota. La calligrafia dell'anonimo sembra quella di Albert von Mölk, spasimante di Nannerl da lei respinto e poi diventato prete.
Il poscritto recava in fondo:
Il ritratto fisico e caratteriale di questo poscritto tracciò il solco percorso dalle biografie successive, che spesso attinsero anche l'una all'altra alla lettera. Non è chiaro se i loro autori e i testimoni, almeno quando avevano conosciuto Mozart, intendessero davvero confermare il contenuto del necrologio o se questo abbia invece influenzato le loro memorie rendendole selettive.
Concentrata sulla vita di Mozart a Vienna, la biografia di Niemetschek (1798) si affida del tutto a Schlichtegroll per gli eventi anteriori. Sul piano morale, pur nel descrivere il compositore «gentile e amabile», Niemetschek non può evitare di ammetterne i difetti e di provare a scusarli.

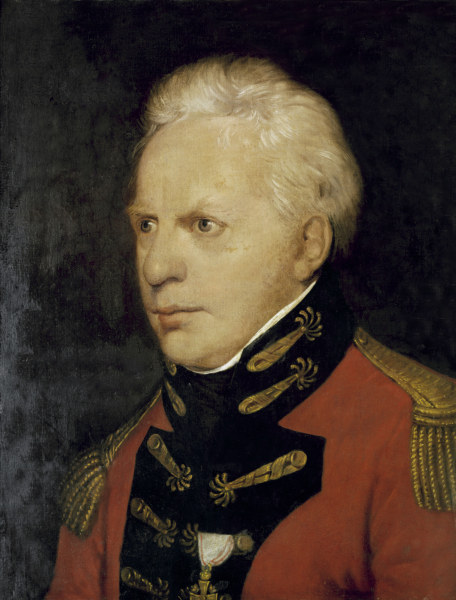
Georg Nikolaus Nissen

Il Mozarts Geist (1803) di Arnold, nella parte biografica, aderisce in modo pedissequo al necrologio.
La biografia di Nissen (1828) è privilegiata nella conoscenza di Mozart sotto un duplice profilo: l'autore fu il secondo marito di Constanze Weber, ed ebbe accesso diretto all'epistolario del compositore, che quindi fu pubblicato per la prima volta, anche se non per intero. Neppure Nissen rinuncia però ad attingere al materiale dei predecessori, e gli stessi ricordi di Constanze appaiono riferiti a fatti desunti dalle altre biografie. Ciò lascia intendere un cattivo assemblaggio o sospettare l'inaffidabilità della memoria di lei, ormai scemata nel tempo. Constanze avrebbe fatto affidamento sull'attendibilità dei ricordi – già tardivi – da lei trasmessi agli altri biografi, Niemetschek e Johann Friedrich Rochlitz. L'opera di Nissen presenta contraddizioni anche gravi che ne pregiudicano la piena credibilità.
La più tardiva biografia di Jahn (1856-1859) ha invece il pregio di sottoporre a critica rigorosa il materiale raccolto fino a quel momento, ma nel farlo riecheggia pur sempre aneddoti leggendari e li consacra definitivamente come parte della narrazione canonica. Le sue maggiori pecche sono aver divulgato il mito del genio bambino e offerto per la prima volta un'immagine ingenerosa di Constanze.
Al nascere e all'affermarsi del mito concorsero due propagande familiari: quella di Leopold Mozart, che durante l'infanzia di Wolfgang esaltò in ogni modo il talento del figlio nel desiderio di metterlo a frutto, e quella di Constanze Weber, che dopo la morte del coniuge mirò, tramite i proventi del Requiem e delle altre composizioni, a garantire sicurezza economica a sé stessa e ai figli. La mitologia mozartiana non fu invece creata ad arte da una propaganda del musicista, né germoglia dalla sua musica, e ciò la distingue dal mito costruito anni dopo da Schindler intorno all'altra imponente figura del classicismo, Ludwig van Beethoven.

## Narrazione
In coerenza con la visione romantica, Mozart è tratteggiato come un eterno bambino, zuzzurullone, scurrile, ma dalla genialità istintiva che si manifesta in abilità straordinarie, quasi da idiot savant. Assistito da una memoria fenomenale, compone a mente, per poi vergare la musica di getto e senza commettere errori. Il negativo di questo quadro è la sua immagine di genio disadattato, incompreso, dedito al gioco d'azzardo, all'alcool e alle relazioni extraconiugali. Oppresso dai debiti, in declino di successo e salute, è ridotto ormai in povertà quando la morte lo sorprende, tanto che al funerale è accompagnato solo da un piccolo corteo e cade in una fossa comune. La sua morte misteriosa giustifica sospetti di omicidio, di complotto, e si colora di elementi soprannaturali: proprio come se il suo genio, predestinato a una missione divina, si fosse bruciato in fretta nel condurla a termine.
Ha scritto in proposito William Stafford:
Per Eisen, il mito eroico sulla morte prematura di Mozart è una potente narrazione che incute timore e scoraggia l'approccio al compositore e alla sua musica.
L'idea della trasfigurazione creativa dell'ultimo Mozart, con il rapido consumarsi dell'ispirazione che si intensifica verso la fine dell'esistenza, appare già nelle prime biografie, ma il tema è squisitamente romantico e ricorre in Goethe, nelle conversazioni da lui tenute con Eckermann. La predestinazione è di rado identificata davvero in un fatto soprannaturale, e corrisponde piuttosto alla visione hegeliana: la vita di Mozart si inquadra in un ordine superiore di cose, come se il suo avvento fosse una tappa ineluttabile nella storia della musica.
Una tradizione critica scorge nei lavori dell'ultimo anno di vita (Concerto per pianoforte K 595, Il flauto magico, Concerto per clarinetto K 622, Requiem) senso di rassegnazione, toni autunnali e gelo di morte. Ciò è coerente con le circostanze biografiche riferite da Constanze, e in particolare con l'episodio del Prater, in cui Wolfgang avrebbe confidato a sua moglie il timore di essere avvelenato con l'acqua tofana e di star componendo il Requiem per sé stesso. L'epifania del dialogo tra il compositore e la morte è ravvisata soprattutto nel Requiem (1791), ma anche nel Don Giovanni (1787).

### Talento innato

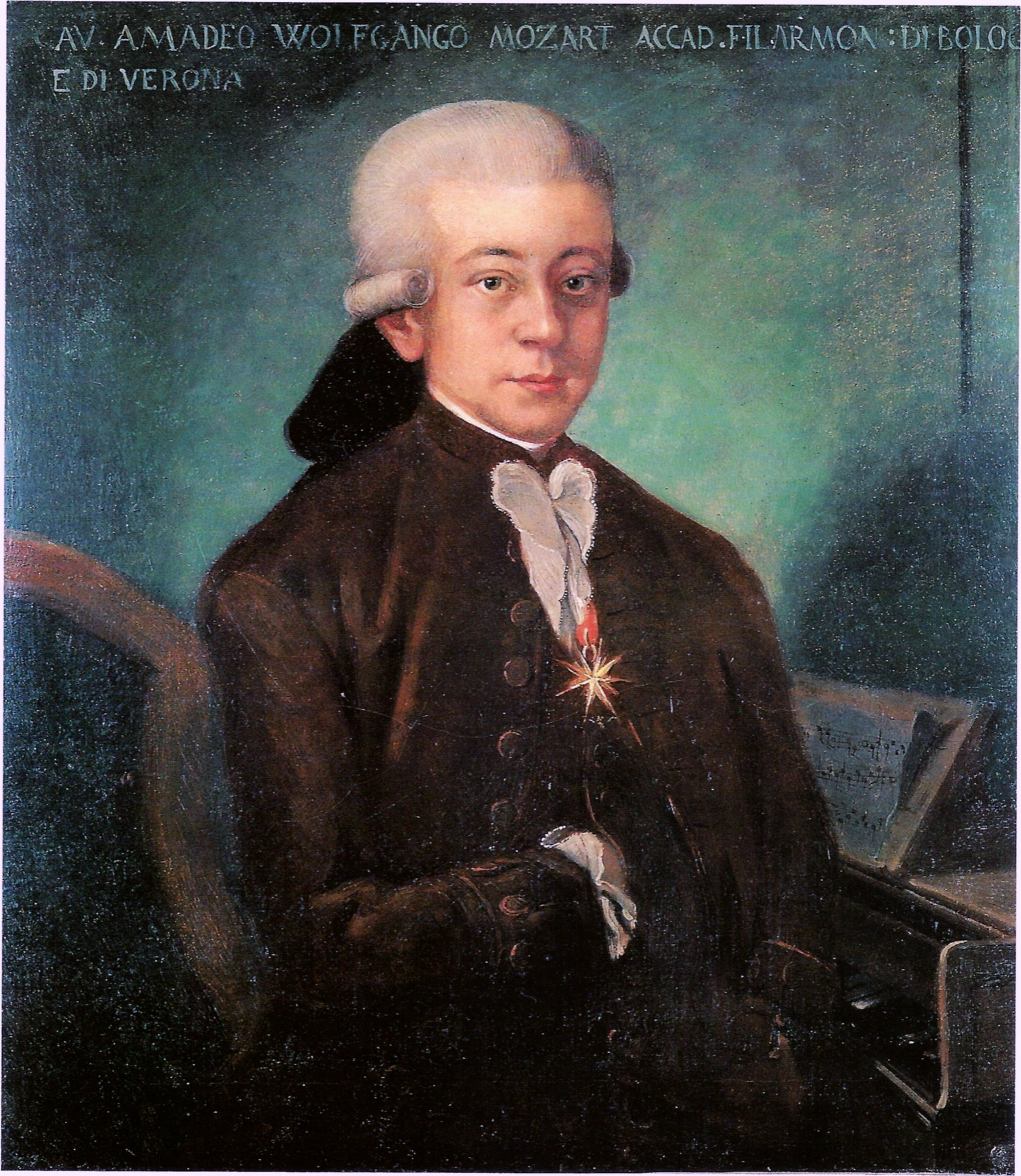
Mozart studente a Bologna

Figlio di un ottimo compositore e didatta, Mozart iniziò prestissimo a interessarsi alla musica e, verso i cinque anni, scrisse subito i primi brevi lavori. La prima sinfonia risale al 1764 (otto anni), il primo concerto al 1767 (undici). Leopold accompagnò Wolfgang in un lungo viaggio che vide il giovanissimo musicista e la sorella maggiore Nannerl esibirsi davanti alle principali corti d'Europa. Dal 1769 al 1773 i Mozart si recarono tre volte in Italia per tenere concerti, cercare committenti e permettere a Wolfgang di approfondire lo studio prendendo lezioni di contrappunto.
Il talento di Mozart non sgorgava miracoloso come l'abile propaganda del padre induceva a credere, ma fu coltivato per lunghi anni attraverso lo studio quotidiano. I termini sensazionali in cui Leopold descriveva l'ingegno del piccolo risuonano nelle prime biografie, e la maggior parte di esse ha sempre dato per certo che Wolfgang offuscò presto suo padre stesso. Nella realtà, questi gli diede piuttosto una grossa mano. Secondo uno studio di Plath, molti autografi di Wolfgang fino ai dodici anni mostrano in tutto o in parte la calligrafia di Leopold, e alcune correzioni sono presenti anche più tardi.
Lo stesso esame d'ammissione all'Accademia filarmonica di Bologna fu narrato da Mozart padre in termini entusiastici, nel riferire che il figlio l'aveva superato brillantemente in meno di mezz'ora. Gli originali della prova e i registri dell'accademia dimostrano invece che il tempo fu più lungo e che il ragazzo si trovò in difficoltà: il suo tentativo finale, poi giudicato «sufficiente», fu elaborato con l'assistenza decisiva del maestro padre Martini. Anche nell'esecuzione pianistica, la bravura del giovane Mozart – che fu pur sempre un grande improvvisatore – sembra esaltata in modo acritico da Leopold e dai contemporanei, almeno stando alla testimonianza di Grétry:
Mozart fu senza dubbio un enfant prodige, ma dovette offrire allo studio lo stesso sostanziale sacrificio di ogni musicista. Il ruolo del padre fu fondamentale nel preservare l'assiduità del ragazzo e l'alto livello didattico. Secondo una ricerca, il percorso fu simile a quello di altri giovanissimi talenti musicali, tra i quali solo Bach ebbe a sua volta un padre professionista, a riprova del fatto che Leopold fu importante soprattutto come genitore.
Un'altra ricerca ha sostenuto che il raggiungimento dell'eccellenza nella composizione richieda in genere uno studio almeno decennale: se si assume come punto di partenza la prima composizione, Mozart impiegò molto più tempo di un altro bambino prodigio, Felix Mendelssohn (12 anni contro soli 4), mentre il dislivello si riduce se si guarda alla prima lezione (14 anni contro 11). La ricerca ha anche rilevato una relazione tra la precocità dell'insegnamento e la produttività, che a sua volta aumenta le possibilità di comporre un certo numero di brani eccellenti. In questo caso Mozart ebbe una produttività molto maggiore di Mendelssohn: oltre 600 composizioni contro circa 170, con un sorprendente picco di 43 nel 1788.

### Genio e memoria
Lo stereotipo del genio fanciullo implica una creatività irrazionale, perfino inconsapevole, guidata solo dal sentimento. Esso trova linfa nella biografia di Mozart già dal necrologio di Schlichtegroll, che di riflesso calca la mano sull'incapacità del musicista nelle faccende quotidiane. L'enfasi sulla memoria e sulla facilità di composizione compaiono in Niemetschek. L'immagine del genio ultraterreno e prodigioso, ma con un lato oscuro, si consolida poi presso gli altri biografi, soprattutto romanzieri come Arnold e Stendhal, e si tramanda fino al XX secolo con caratteri opposti: ora angelico ora diabolico, ora classico ora romantico secondo le epoche, le visioni e gli autori.
A Mozart si attribuisce la capacità di creare musica in modo trascendentale: composizioni elaborate prendono vita all'impronta nella sua testa per essere trascritte quasi meccanicamente, tanto che le partiture risultano prive di correzioni. La credenza ha una base di verità, ma si fonda su due soli aneddoti: quello della rivelazione al mondo della partitura segreta del Miserere di Allegri, che il quattordicenne Wolfgang udì alla Cappella Sistina e riscrisse a mente, e quello della stesura dell'ouverture del Don Giovanni in una sola notte, alla vigilia del debutto.
Il luogo comune rischia di oscurare la difficoltà del comporre e la stessa complessità del risultato finale. La presenza di ripensamenti e travagliate elaborazioni nell'attività creativa di Mozart è attestata vistosamente dal Quartetto K 458, il cui autografo presenta un intero passaggio del tutto abraso da fitti tratti di penna, a testimonianza di più tentativi insoddisfacenti di scrivere un segmento da inserire in un punto anteriore del brano. Tutti gli originali dei Quartetti per Haydn mostrano analoghe cancellature.
Nissen, pur accettando lo stereotipo della creatività spontanea, riferisce che Mozart annotava appunti e apportava correzioni, e che comporre era per lui laborioso, come peraltro conferma l'epistolario. Il suo sacrificio non si era esaurito nella formazione: studiava le pagine dei colleghi, assisteva ai loro concerti, abbozzava idee che spesso abbandonava.
L'esistenza di molte bozze, in gran parte perdute, è testimoniata dai 58 frammenti superstiti dei 98 – cifra comunque riduttiva – consegnati da Constanze a Breitkopf & Härtel nel 1800. Il metodo di composizione interamente mentale è contestato da Jahn, che rimarca proprio l'esistenza degli abbozzi e riferisce che, al sorgere di un'idea musicale, Mozart correva subito alla tastiera.
Comporre a memoria non è però inusuale come sembra: ne era capace ad esempio Händel, come anche il moderno Tippett. È possibile che uno sviluppo subconscio di idee musicali, già in lavorazione da tempo, permettesse talvolta a Mozart la stesura di getto dell'intero lavoro. D'altra parte l'assenza, di regola, di correzioni sugli originali impedisce di ricostruire con precisione il processo creativo mozartiano, che rimane per certi versi misterioso e inquietante. Non per questo si trattava di un processo facile e immediato: al contrario, l'autore era solito alzarsi tra le 5 e le 6 del mattino e comporre per ore, affrontando ogni genere di musica tutti i giorni della sua vita.
Quanto alla memoria, dell'episodio del Miserere fu testimone il solo Leopold. Il brano circolava già in alcune copie e, benché composto per nove voci, è ripetitivo e ha uno stile contrappuntistico relativamente semplice: riscriverlo per intero era sì un'impresa molto difficile per un ragazzo di quattordici anni, per quanto avvezzo all'ascolto musicale, ma non impossibile. Alcuni sospettano invece che il resoconto di Leopold sia esagerato in due sensi: Wolfgang avrebbe ricordato solo alcune parti, e la Chiesa non doveva essere poi così gelosa del Miserere se Clemente XIV, anziché adirarsi, conferì al giovane Mozart lo Speron d'oro. L'autografo mozartiano del Miserere è andato perduto.

### Personalità

#### Immaturità
In linea con il poscritto anonimo, i primi biografi di Mozart – con la sola eccezione di Nissen – videro in lui un eterno bambino e, fin dal necrologio di Schlichtegroll, gli attribuirono un comportamento ipercinetico e irrequieto, salva la capacità di trasfigurarsi del tutto non appena sedeva al pianoforte. Tale ritratto trova un'apparente smentita. L'allievo Johann Nepomuk Hummel riferisce infatti che il maestro aveva un contegno gentile, gradevole, e una serietà malinconica. Questa descrizione sembra stereotipata in senso opposto e idealizzata, e come tale non ha i crismi della credibilità piena; risalta però la netta contraddizione tra chi aveva conosciuto il compositore (Hummel) e chi invece no (Schlichtegroll).
L'immagine di Mozart eterno bambino sembra fondata su un doppio travisamento. Da un lato Schlichtegroll accettò senza riserve il ritratto dell'anonimo, dall'altro vi aggiunse dettagli ancor meno lusinghieri, dipingendo il compositore come una persona indisciplinata, irragionevole, immoderata e indifferente alle preoccupazioni. Simili giudizi potrebbero nascere dai ricordi di Schachtner sul Mozart bambino o dalla tradizione orale di Salisburgo, che ricordava Wolfgang sotto tutela di Leopold. Nel 1804 l'inaffidabile Suard concluse che Mozart era più o meno incapace in tutto ciò che non fosse la sua musica, suscettibilissimo e superficiale negli affetti. Nissen contestò il luogo comune offrendo controesempi biografici.
Tra le componenti del mito, l'infantilismo è quella alla cui affermazione più contribuì Mozart stesso, in particolare con l'umorismo scatologico delle sue lettere, che traspose anche nei canoni Leck mich im Arsch, Bona nox, O du eselhafter Peierl e Difficile lectu. Eppure questo genere d'umorismo, prima di essere interdetto nel corso del XIX secolo, fu piuttosto comune nel XVIII: ciò anche presso altri compositori e letterati, e soprattutto a Salisburgo. Esso fu praticato da tutta la famiglia Mozart e i ragazzi lo ereditarono dai genitori.

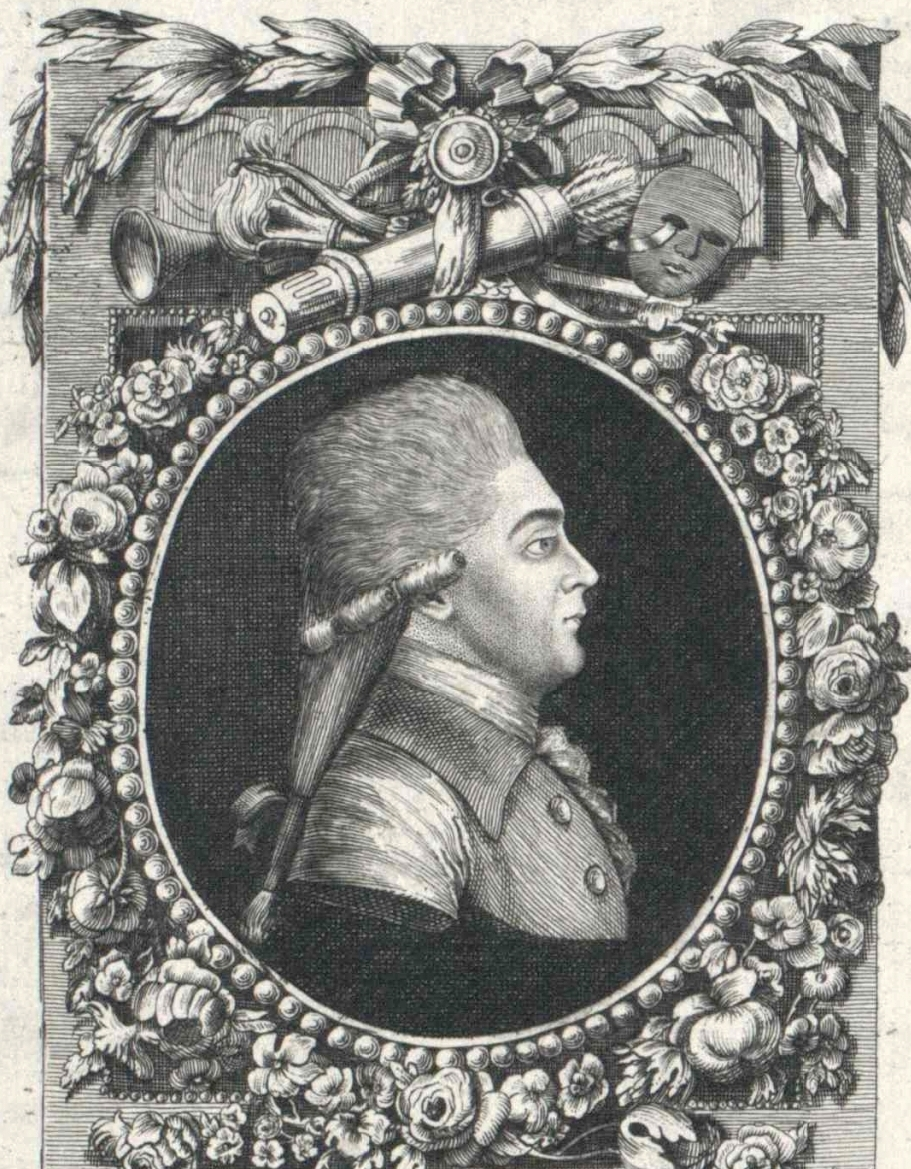
Emanuel Schikaneder

All'instaurarsi dello stereotipo concorsero poi le lettere di Leopold, che passò agli occhi di molti per una presenza incombente e asfissiante, se non proprio incapace di rassegnarsi alla perdita del suo bambino prodigio, diventato ormai adulto. Molti giudizi o pregiudizi del padre, emergenti sia dai rimproveri al figlio sia da certe descrizioni che offriva di lui, parvero prova evidente dell'immaturità di Mozart.

#### Sregolatezza
Secondo un filone che trae origine dal generico ritratto offerto da Schlichtegroll e lo fiorisce di particolari, Mozart fu amante dei piaceri della vita e degli eccessi, del bere e del gozzovigliare con gli amici. Una cattiva fama circonda in proposito il librettista del Flauto Schikaneder, che lo stesso Hummel, sul letto di morte (1831), pare aver additato come la pietra dello scandalo in grado di trascinare l'altrimenti contenuto Mozart verso l'eccesso.
Con ogni probabilità il compositore amava bere, soprattutto ponce, ma a detta della cognata Sophie solo fino a essere allegro. Si sa che lui stesso decantò il vino della Mosella in una lettera a Constanze (1790), e tuttavia nessuna testimonianza credibile esiste che fosse sempre ubriaco.
L'abbrutimento completo, l'abbandono ai piaceri fino allo stremo che l'avrebbe rovinato economicamente, costretto al superlavoro nell'ultimo anno di vita e condotto a morte, è parte essenziale e suggestiva del quadro. Il noto aneddoto dell'ouverture del Don Giovanni narra, in una delle molte varianti, che Mozart compose il brano solo alla vigilia della prima, dopo aver pasteggiato e bevuto da un prete gaudente, e che si mise al lavoro solo all'una di notte, con gli amici che dormivano in casa e Constanze a servirgli il ponce.

#### Relazioni

##### Familiari
Nell'ambito dei rapporti familiari, spicca quello che legò Wolfgang a suo padre Leopold, tanto durante la formazione del musicista quanto negli anni viennesi. La figura di Leopold è stata a lungo vituperata e descritta in modo caricaturale. Già nel 1839 la rivista londinese The Musical World pubblicò uno stralcio d'articolo antimozartiano del francese Jules Maurel, che dipingeva Mozart padre come uno sciagurato sfruttatore e lo paragonava a un noto domatore circense. Egli avrebbe forzato il figlio nell'infanzia, procurandogli gravi danni morali, e sarebbe sempre rimasto per lui un padre padrone: lo contrastava nel desiderio di viaggiare da solo in cerca di opportunità, continuava ad ammonirlo sulle difficoltà della vita, lo ostacolava nei rapporti con le ragazze, tentava di controllarlo in ogni modo.

Leopold Mozart

Valido compositore, violinista e didatta, autore del Versuch einer gründlichen Violinschule (1756), metodo di violino a lungo fondamentale nelle nazioni tedesche, Leopold Mozart si incaricò di persona dell'istruzione dei figli in tutte le discipline (musica, matematica, letteratura, danza, lingue straniere, religione e morale). I tour sui quali fu lungamente accusato di lucrare rientravano in un progetto educativo mutuato dalle lezioni universitarie di Desing, che intendeva il viaggio come parte essenziale di un bagaglio culturale moderno. Su questa concezione, come sulla pratica delle «scienze utili» e delle lingue, Leopold ebbe più volte a insistere, forgiando la curiosità e gli interessi di Wolfgang nella letteratura, nelle scienze, nell'attualità.
Nella dedizione integrale del padre alla carriera del figlio giocò un ruolo l'assetto socioeconomico dell'epoca: esso, in mancanza di una previdenza sociale, imponeva ai genitori di avviare i figli maschi alla carriera per poter godere del loro sostegno nella vecchiaia. Nel caso del piccolo Wolfgang, il suo grande talento segnava la strada da battere: dimostrare la bravura del ragazzo e cercare per lui un impiego stabile in una delle più grandi e ricche corti europee, anche a costo dei gravi disagi del viaggio, dei rischi di malattia e delle frustrazioni.
Esistono indizi contrastanti sul fatto che la relazione tra padre e figlio, negli ultimi tempi, si sia davvero compromessa senza rimedio come si sostiene. Einstein lo deduce dalle lettere tardive a Nannerl, nelle quali Leopold non chiama più Wolfgang per nome bensì lo indica come «tuo fratello», ma è solo un pallido indizio. Si sa che almeno una volta Wolfgang invitò calorosamente Leopold a Vienna e questi fu molto felice del soggiorno.
La traumatica morte di Anna Maria Pertl a Parigi (1778), mentre accompagnava il figlio in cerca di fortuna, dovette però lacerare in qualche modo l'intimo rapporto tra i due: Leopold, già altre volte molto duro con Wolfgang, si spinse a instillargli sensi di colpa per la morte della madre, in quello che suona come un tentativo di manipolazione per farlo tornare a Salisburgo. Anche a questo proposito, comunque, è stato osservato che le reciproche recriminazioni avvennero in un momento molto difficile, che includeva la separazione tra padre e figlio, la disaffezione di Wolfgang per la città d'origine, i suoi fallimenti professionali.

##### Sociali
L'immagine tradizionale del Mozart disadattato sembra confermata dai rimproveri di Leopold, che in una lettera accusa il figlio di orgoglio misto a ingenuità. Incapace di tenere a freno la lingua, tendente a procurarsi nemici, fuori posto nell'alta società e scaduto in compagnie di basso livello, egli avrebbe anche in tal modo contribuito alla propria autodistruzione. Altri resoconti sono invece fin troppo elogiativi della sua amabilità, socievolezza e umana empatia. Le prime biografie mantengono tutto sommato un giudizio benevolo, che imputa la tendenza a farsi nemici al carattere troppo aperto e cordiale del compositore. L'insieme dà un quadro complesso, poiché la corrispondenza non lascia dubbi che Mozart fosse capace di giudizi sferzanti e a volte spietati verso colleghi (Clementi) e altre persone (in morte di Voltaire).

##### Sentimentali

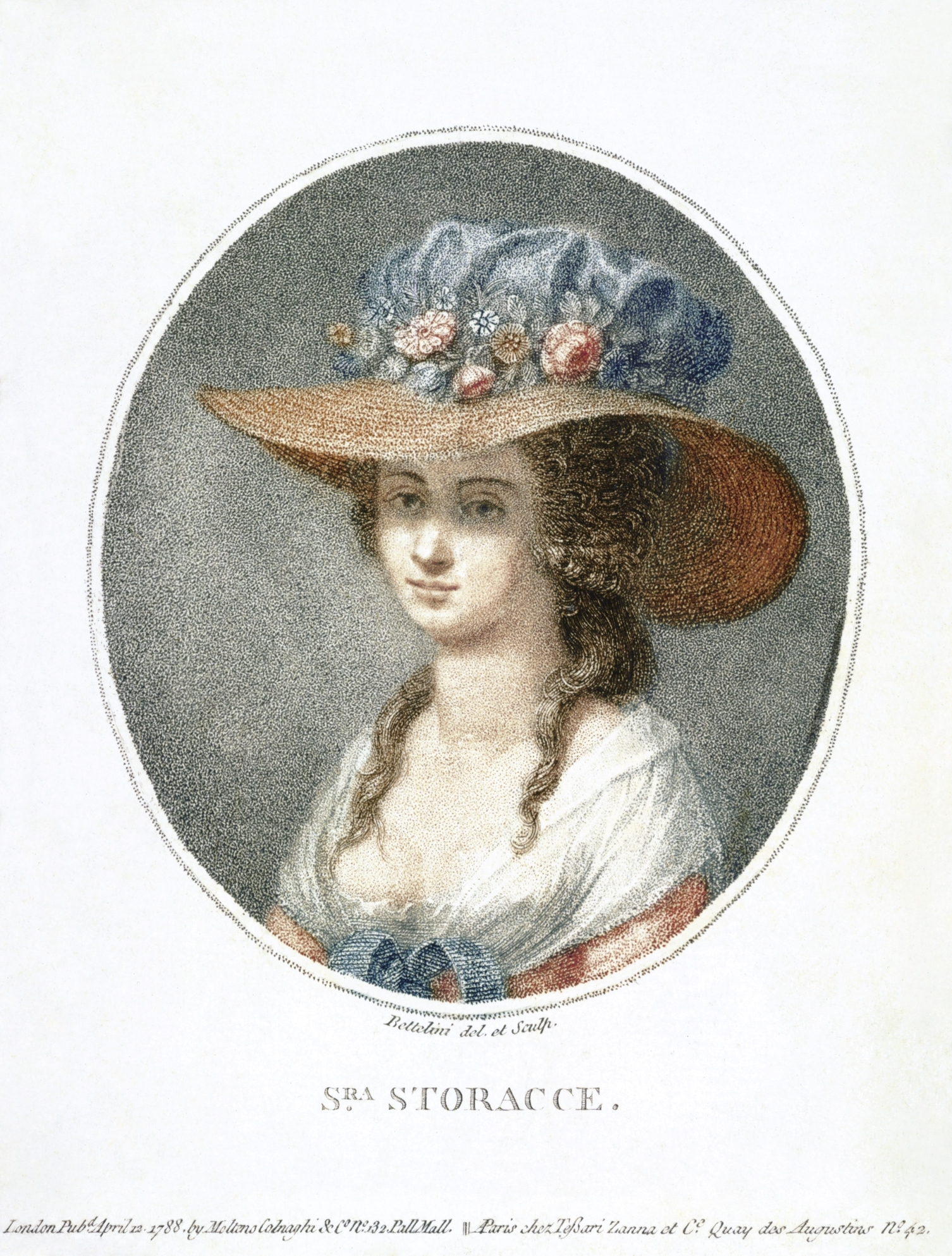
Mozart dedicò l'aria Ch'io mi scordi di te K 505 a Nancy Storace e a sé stesso: una speculazione pretende quindi che avesse una relazione con la cantante

Nella vita sentimentale, v'è chi vede Mozart come un donnaiolo incallito e chi come una vittima dei raggiri dell'altro sesso. Qualcuno sostiene che fu infedele a Constanze e la tradì con allieve e cantanti, se non anche con qualche domestica, ma confessando le avventure ne uscì perdonato.
Questa narrativa presenta diverse varianti, e secondo alcune vi furono invece tra i coniugi violenti litigi. I tradimenti con le domestiche non sembrano mai menzionati prima del 1905 e si riallacciano in apparenza a una tradizione orale salisburghese. I litigi derivano invece dalla biografia di Jahn, che cita in proposito – per sentito dire – una sorella di Constanze, presumibilmente Sophie; le biografie più antiche che attingono ai ricordi di lei non fanno però menzione di quei diverbi. Alcune riportano piccole galanterie extraconiugali, ma il passaggio che sembra più genuino parla solo di vaghi «peccati veniali» in un rapporto coniugale tenero e affettuoso. Nessuna delle biografie successive riposa su testimonianze di prima mano.
A Mozart sono state attribuite relazioni con Barbara Gerl, Anna Gottlieb, Magdalena Pokorný, Josepha Hambacher, Teresa Saporiti, Caterina Bondini, Henriette Baranius, Nancy Storace, Therèse von Trattner, Martha Elisabeth von Waldstätten, e anche ingravidamenti indesiderati (di Magdalena e Martha). Questo settore biografico è fondato su un gossip che la corrispondenza mozartiana in parte rivela.
I costumi dell'epoca tolleravano molta libertà sessuale nella vita cortigiana, e si può ragionevolmente ritenere che il compositore – pur sempre giovane e dalla libido esuberante – vi si adeguasse. Emerge però dalle lettere di Mozart un'affezione quasi ossessiva per sua moglie, mentre l'infedeltà non è attestata, e può solo essere letta tra le righe.
Sul comportamento sessuale del musicista scrisse Suard, in base a una diceria, che egli aveva composto il Flauto solo per conquistarsi i favori di una donna che gli avrebbe trasmesso la sifilide. La mano sempre ferma del compositore sulle partiture più tarde testimonia che non soffriva degli effetti collaterali del mercurio, somministrato all'epoca contro la malattia, ed è ben noto il terrore da lui manifestato nel 1777 quando osservò i sintomi della sifilide nell'amico Mysliveček. Ribadì poi questi stessi sentimenti alla vista di un compagno di viaggio in carrozza verso Strasburgo (1778) e infine, in una lettera del 1781, confermò al padre la propria ripulsa per i rapporti mercenari dovuta alla paura del mal francese:

##### Coniugali

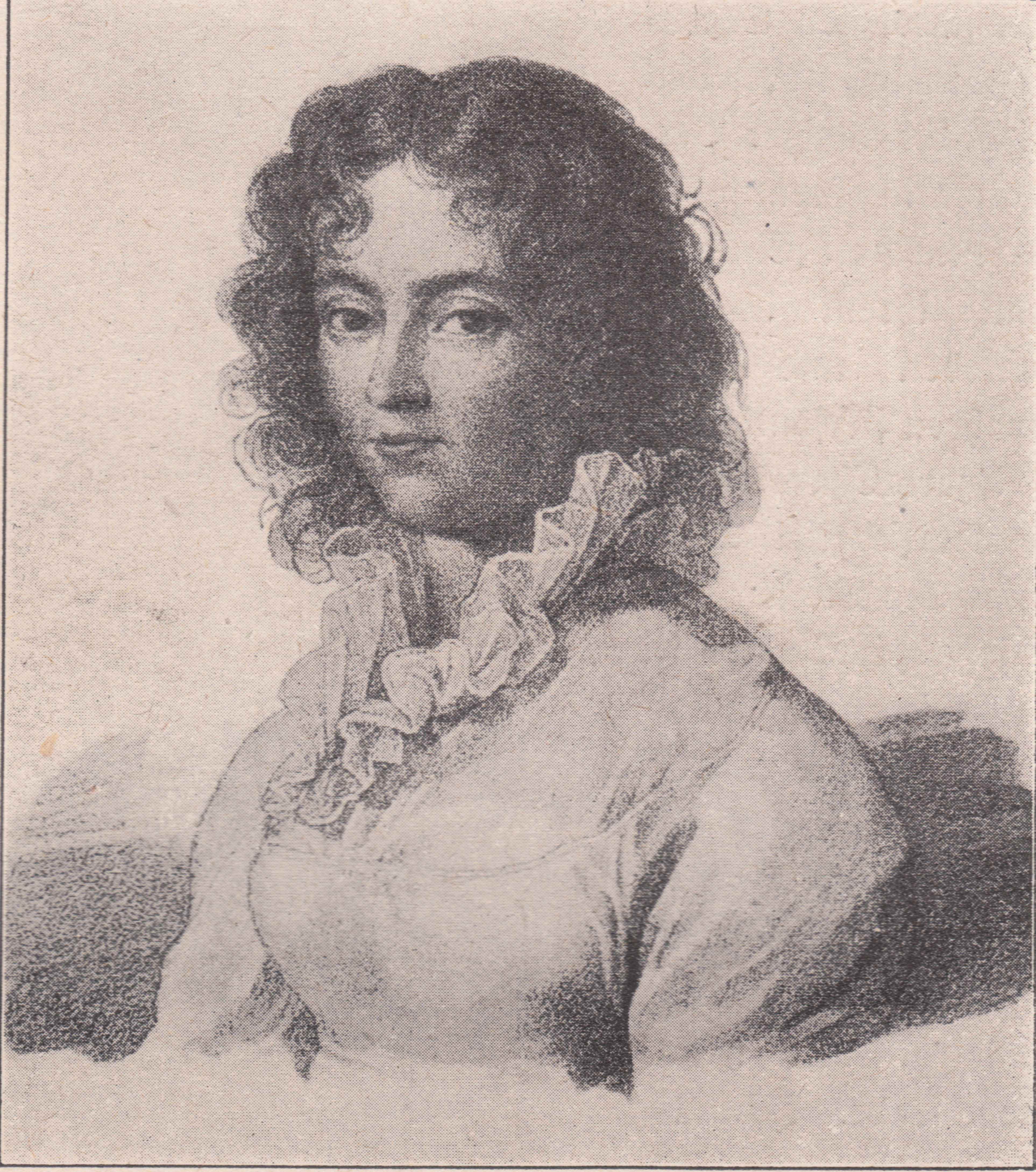
Constanze Weber

L'altro importante luogo comune sui rapporti di Mozart con le donne è spietato verso Constanze e l'intera famiglia Weber. Costoro avrebbero sfruttato la passione del compositore fin dalla sua relazione con l'altra figlia Aloysia, che lo lasciò quando, ottenuto il successo, non ebbe più bisogno di lui (1778). Anni dopo egli iniziò a frequentare Constanze (1781), rimasta a vivere con la madre dopo la morte del padre, il quale aveva lasciato solo debiti. Wolfgang la impalmò nella diffidenza di Leopold, così presto (1782) che questi sospettò forse un matrimonio riparatore.
Secondo il mito Constanze si sarebbe rivelata una pessima moglie, pigra, petulante, che non capiva il suo uomo e non lo amava, lo tradiva e trascurava i figli, una persona mediocre e inadeguata alla migliore società, un'incompetente di musica, una donna di casa incapace e un'ipocondriaca habituée dei soggiorni alle terme di Baden, che decurtavano il patrimonio e lasciavano Wolfgang a badare a sé stesso.
In questo caso Schlichtegroll trascurò il poscritto anonimo, che risulta depennato nella parte su Constanze, e fornì di lei un'immagine positiva. Se ne servì invece Jahn, e ciò bastò a creare la leggenda, che poi si amplificò progressivamente fino al culmine dell'antifemminismo al tempo dei primi movimenti d'emancipazione (inizio XX secolo). L'anonimo è isolato tra le fonti di prima mano.
A parte il ritratto di casalinga capace ed economa che di Constanze offrì in una lettera lo stesso Wolfgang, l'evidenza storica della sicurezza familiare da lei ottenuta da vedova, con il completamento del Requiem, gli introiti delle pubblicazioni, l'organizzazione di concerti, l'ottenimento di una pensione imperiale e l'estinzione dei debiti, tutto ancor prima del secondo matrimonio con Nissen, dipinge un quadro molto diverso. Della sua capacità di gestire l'economia domestica fu anzi testimone proprio il suocero, che tanti pregiudizi aveva nutrito su di lei.
Constanze era pianista e cantante (un buon soprano, ma forse non una voce eccelsa). Mozart compose per lei in entrambe le vesti, anche se sono sopravvissuti due soli esempi: frammenti di un movimento di sonata per due pianoforti (K 375c) e alcuni solfeggi (K 385b) per la difficile parte di soprano solista che le affidò nella Messa in do minore K 427, da lui diretta a Salisburgo nel 1783.
Constanze Weber non ebbe vita facile. Andata in sposa a un uomo dalla vita movimentata e dall'attività febbrile – casa Mozart ospitava allievi di Wolfgang, prove quasi quotidiane, un andirivieni di amici e copisti, e perfino i parrucchieri ogni giorno – dovette reggere la pressione e far quadrare i conti. Dal matrimonio ebbe sei figli, quattro dei quali morirono in fasce. Soggiornò a Baden per veri problemi di salute: nell'autunno 1791, poco prima della morte di Mozart, il medico le aveva ordinato le cure termali per una grave infezione a una gamba, di cui temeva l'evoluzione in gangrena.
La sua attività di raccolta e pubblicazione postuma di manoscritti fu decisiva nel tramandare attendibilmente la produzione di Mozart rimasta inedita, compresi i frammenti e gli autografi. I coniugi Vincent e Clara Novello, che la conobbero ormai anziana, ne riferirono un'ottima impressione.

#### Idee politiche
Soprattutto dal XX secolo si è visto in Mozart un campione di idee politiche rivoluzionarie, insofferente dell'Ancien régime e dei privilegi nobiliari, partigiano del ceto medio borghese contro le gerarchie sociali e il sistema clientelare. Il ritratto è condito a volte di un certo nazionalismo tedesco. Anche queste tendenze avrebbero contribuito a isolare il compositore, a impoverirlo e a obbligarlo a quel superlavoro che ne avrebbe causato la morte, specie per via della persistente necessità del mecenatismo. La tesi risale di nuovo al necrologio e alle prime biografie, ma la sua trattazione più approfondita si deve nel Novecento ai coniugi Massin.
Alla corte dell'arcivescovo Colloredo, dove scriveva musica galante secondo il gusto di un'aristocrazia provinciale, Mozart avrebbe preferito quella progressista e illuminata di Giuseppe II, tanto da rifiutare anni dopo un'allettante offerta del re di Prussia. La ribellione del compositore alla nobiltà si sarebbe quindi riflessa nella musica, fin dall'adesione – sia pur fugace – allo Sturm und Drang (anni '70 del XVIII secolo). Se Haydn, dopo il suo periodo stürmisch, rientrò nei ranghi cedendo alla richiesta di musica galante, Mozart colse invece l'occasione per introdurre la passione e l'espressione di sé, tipiche del movimento preromantico, entro le forme gradite ai committenti, attuando così una rivoluzione più importante delle stesse innovazioni formali di Haydn.

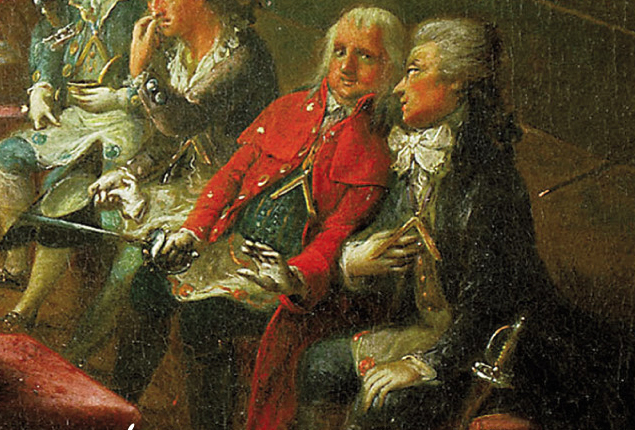
Particolare di un dipinto di Ignaz Unterberger indicato da Robbins Landon come raffigurazione di una riunione massonica (1790): i due personaggi in conversazione potrebbero essere Mozart e Schikaneder

La ricezione dello Sturm und Drang suggerisce poi adesione allo spirito nazionale, e così anche l'inaugurazione della tradizione tedesca dell'opera con Die Entführung e Die Zauberflöte. Mentre però Die Entführung ha solo un taglio illuminista, il Flauto, composto in conformità degli ideali della massoneria, rappresenterebbe la massima espressione del radicalismo politico mozartiano, e avrebbe procurato al musicista sospetti e antipatie nell'alta società e nella Chiesa, danneggiandolo sul lavoro e distruggendogli la vita.
Al pari di Mozart, in realtà, gran parte dell'élite culturale viennese fu affiliata alla massoneria, che contò tra le sue file anche un'alta percentuale di nobili e di ecclesiastici. Una lista dei membri della loggia a cui appartenne il compositore sopravvive e conta al suo interno ben sette preti, oltre a un 45% di aristocratici, in prevalenza conti o baroni. Sembra probabile che la massoneria viennese fosse illuminista e progressista, piuttosto che rivoluzionaria.
L'atto più sovversivo generalmente indicato dai biografi è l'adattamento delle Nozze di Figaro, opera tratta dall'omonima pièce di Beaumarchais e ritenuta, al pari di quest'ultima, anticipatrice della Rivoluzione francese. La tesi è stata accolta – non senza contraddizioni – da alcune biografie novecentesche, e ha vissuto un ritorno di popolarità in occasione del bicentenario mozartiano (1991).
La censura che colpì la commedia di Beaumarchais per intervento diretto di Giuseppe II riguardò, tra le tante versioni circolate in Austria, solo la messa in scena di Schikaneder, sospesa alla vigilia della prima rappresentazione nel 1785. Mozart e Da Ponte ne furono a conoscenza e intrapresero il loro progetto operistico subito dopo. La natura politica di questa censura non è esplicita nelle fonti primarie, e se ne sono tentate interpretazioni alternative, ponendo anche in luce come si tratti di un caso isolato nel contesto di una politica imperiale molto permissiva. Al riguardo non esistono documenti d'archivio.
I massoni e i giuseppini erano in genere tanto cattolici quanto illuministi, di volta in volta progressisti o conservatori, e capaci di un adattamento alla politica imperiale che per i musicisti era anche un'esigenza di carriera. Secondo alcuni, potrebbe essere stato questo il caso del compositore salisburghese. Altri sottolineano però come l'idea di un Mozart indifferente alla politica, se non proprio disinteressato di tutto ciò che non fosse musica, sia una possibile, ennesima declinazione del mito dell'eterno bambino e un falso luogo comune.
L'epistolario mozartiano è in pratica privo di testimonianze sulle idee politiche del compositore, sebbene riveli un certo rancore verso l'aristocrazia in due brevi e deludenti periodi della sua vita. Una moderna letteratura musicologica e storica rimarca la piena integrazione del musicista nel clima culturale e politico dell'epoca. La musicologa Lidia Bramani, attraverso la ricostruzione delle relazioni intellettuali della famiglia Mozart, delle letture di Wolfgang fin da giovanissimo, della sua formazione, dei suoi personali contatti, delle tematiche operistiche, gli attribuisce una convinta adesione agli ideali massonici e una conseguente coltivazione di idee progressiste, da ritenere a buon titolo rivoluzionarie, ma non violente e non coincidenti con lo spirito della Rivoluzione francese.
Nessun documento storico, in ogni caso, suggerisce che Mozart fosse persona politicamente sospetta o invisa all'autorità.

### Successo e finanze
Il mito vuole che Mozart fosse incapace di gestire il denaro e il successo, tanto da rovinarsi economicamente, trovarsi costretto al superlavoro e morirne.
Quanto alle sue capacità gestionali, Rochlitz riferisce una certa liberalità e noncuranza del denaro, che l'avrebbe reso perfino disponibile a lavorare gratis, sebbene ciò sia ritenuto molto improbabile. Il tradizionale rimprovero di irresponsabilità finanziaria, che proviene da Constanze, potrebbe essere aggravato dalla tendenza di lei a una maggiore oculatezza, o far parte di una propaganda volta a ottenere vantaggi da vedova.
Che Wolfgang non fosse poi così incapace in campo economico pare testimoniato da quanto scrisse a Leopold nel 1782:
Pochi mesi dopo, in un'altra lettera, dimostrò anche in dettaglio di aver ben capito come non farsi sfruttare.
Quanto alla rovina economica, a ridosso del bicentenario (1991) diversi studiosi si sono adoperati a metterla in discussione: a parte solo una temporanea difficoltà da cui sarebbe uscito brillantemente nell'ultimo anno di vita, Mozart guadagnò sempre piuttosto bene, in media più di molti colleghi, e stava acquistando fama internazionale, tanto da essere uno degli autori più eseguiti d'Europa nel 1791. Questo completo ribaltamento di prospettiva è giudicato eccessivo da alcuni.
Reduce dall'enorme successo da enfant prodige, Mozart avrebbe faticato ad affermarsi finché l'approdo a Vienna non lo lanciò in una brillante carriera. Non è facile stabilire quali e di che entità fossero le sue principali entrate: di certo diede lezioni piuttosto costose (anche se forse si ridussero nel tempo), beneficiò del mecenatismo, tenne concerti pubblici e a sottoscrizione, godette dei proventi delle opere e percepì poi un salario imperiale da Kammerkompositeur di 800 fiorini l'anno.

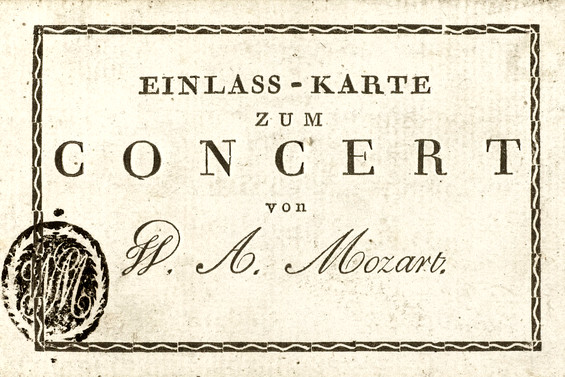
Biglietto per un concerto di Mozart

Si sa che fu molto richiesto sulla scia del successo del Ratto dal serraglio, tanto che nel 1784 tenne ben ventuno concerti in meno di due mesi, uno dei quali in un teatro di corte e almeno altri tre molto remunerativi. La sua stella si sarebbe però offuscata dopo il 1785, poiché i concerti pubblici, fino a quel punto in progressivo aumento, si ridussero a soli cinque eventi negli ultimi sei anni di vita. Un'esatta ricostruzione dell'andamento dei concerti è però molto complessa e legata alla sopravvivenza delle lettere di Wolfgang a Leopold, quasi tutte perdute dopo il 1784; rapporti ufficiali non esistono più. I concerti di rado erano riportati dalla stampa, e anche chi ritiene che la popolarità di Mozart come esecutore sia declinata nel tempo si arrende di fronte all'impossibilità di provare un fatto negativo, che preclude ogni certezza al riguardo.
L'assunzione di debiti è testimoniata nell'epistolario fin dal 1785. Lo snodo problematico riguardo alle finanze è rappresentato però dal 1787: grazie al salario e all'aumento dei proventi delle opere, da quell'anno in poi le entrate sembrano infatti paragonabili a quelle del periodo precedente, ma si manifesta insolvenza. Dal 1788 al 1791 il compositore chiese in prestito 1451 fiorini al fratello massone Michael von Puchberg, un ricco mercante che glieli elargì sempre con tolleranza sulle scadenze.
Il motivo per cui contraesse debiti non è chiaro. Nella Vienna dell'epoca l'indebitamento era piuttosto comune, specie – ma non solo – presso coloro che svolgevano attività stagionale, come i musicisti, e Mozart ebbe sempre entrate variabili. Alcune politiche imperiali danneggiarono il mecenatismo; la tassazione e l'inflazione del 1788, dovuta alla guerra ai turchi, aggravarono la situazione economica, il prezzo del pane lievitò e a Vienna si levarono tumulti.
Niemetschek sostiene che la musica di Mozart, originale, riccamente espressiva e complessa, difficile per gli stessi esecutori, sarebbe rimasta incompresa, e se non altro è vero che le opere furono meno richieste di quelle contemporanee di Paisiello, Salieri, Martín. La produzione mozartiana nell'insieme era però meglio accolta di quella della generalità dei colleghi, escluso Haydn e forse Pleyel: a parte alcune recensioni ingenerose nel nord della Germania che, figlie di una tradizione stilistica diversa, trovavano la sua musica complicata, stravagante, troppo ambiziosa, la critica gli tributava un ampio apprezzamento e, dopo la morte prematura, molti ed enfatici furono i necrologi sulla stampa europea.
Si è sostenuto che viveva molto al di sopra delle sue possibilità e dissipava il patrimonio giocando a biliardo e a carte. Non v'è dubbio che si concesse uno standard di vita elevato, ma non necessariamente così folle, e non è escluso che il tutto – debiti compresi – fosse una scelta consapevole nel tentativo di affermarsi come libero artista. Il ricorso al credito di Puchberg, che fu suo amico, potrebbe essere stato indotto da difficoltà momentanee – periodi di malattia suoi o di Constanze, pause stagionali – e non da un bisogno cronico di denaro.
La perdita di somme ingenti al gioco non è attestata da alcuna fonte tranne le sospette memorie del Kapellmeister Destouches e, laddove alcuni la desumono dal solo fatto che possedeva un biliardo, altri suppongono che, se fosse davvero avvenuta, il gossip che investì Mozart quasi sempre ne avrebbe lasciato traccia. Tutto sommato pare improbabile che giocasse, sebbene la verifica dell'ipotesi dipenda da una corretta valutazione delle sue entrate e uscite, che è soggetta a un forte margine d'errore. Secondo molti studiosi, la tesi sovrastima le entrate.
Benché forse non disastrata come si è a lungo creduto, la vera situazione finanziaria di Mozart è molto difficile da ricostruire, e la documentazione frammentaria dei movimenti di denaro la espone a interpretazioni più ottimiste o più pessimiste. L'unico quadro indiziario concreto sembra offerto dai lasciti ereditari. Alla morte lasciò solo 60 fiorini in contanti, ma anche beni di lusso: abiti per 55 fiorini e mobili per 229. Il guardaroba era di valore paragonabile a quello di Salieri (56) e superiore a quello di Beethoven (36); i mobili erano poco più preziosi di quelli di Haydn (211). Mozart morì molto più giovane di tutti e tre. Questo quadro, tenuto conto dei debiti, resta compatibile con l'ipotesi di un periodo di prosperità seguito da un importante rovescio di fortuna. Un'autentica caduta in miseria è però inverosimile.

### Salute
Un diffuso luogo comune vuole Mozart cagionevole di salute, o pretende che della sua fine prematura sia corresponsabile uno stile di vita poco sano e stressante, sia praticato dal musicista in età adulta, sia inflitto durante l'infanzia dai continui viaggi per l'Europa. La convinzione nasce, a quanto pare, dal poscritto anonimo, ripreso dalle descrizioni di Schlichtegroll, Niemetschek, Nissen, Hummel, Keller. Tutte dipingono Mozart piccolo di statura, alcune anche esile o pallido. Niemetschek gli attribuisce un deficit di sviluppo, dovuto a un sovraccarico d'esercizio mentale rispetto all'esercizio fisico nell'infanzia.

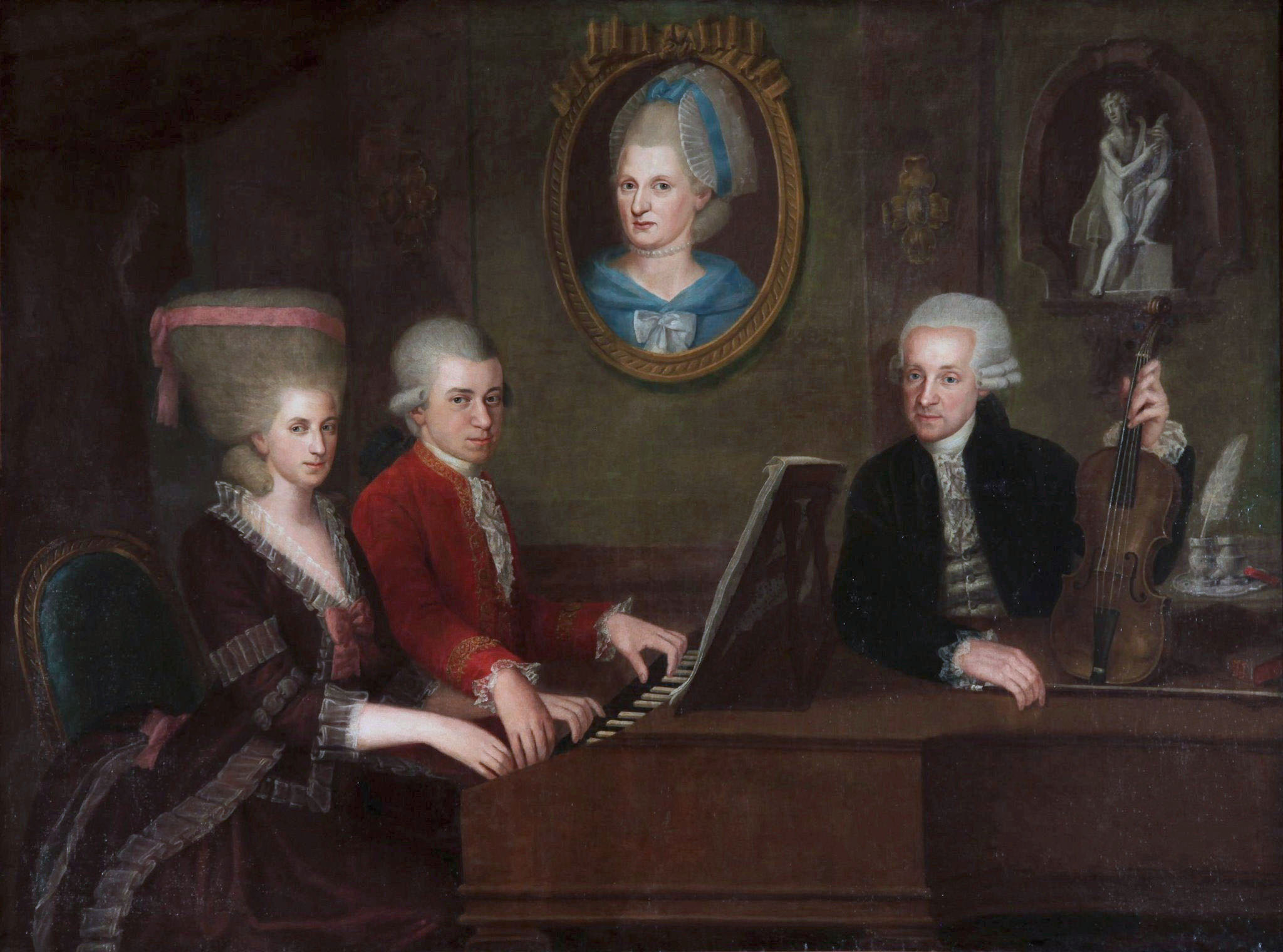
I Mozart superstiti verso il 1780: i fratelli Nannerl (29 anni) e Wolfgang (24) avevano raggiunto l'età adulta, sopravvissuti al tifo e al vaiolo

Il compositore scampò tuttavia, a differenza di cinque dei suoi sei fratelli, all'altissima mortalità infantile dell'epoca. La sua anamnesi patologica è molto dettagliata per tutto il tempo in cui visse con i genitori, poiché il padre descriveva con accuratezza e preoccupazione le sue malattie.
Sebbene varie fonti ritengano troppo frequenti gli episodi di malattia – specie respiratori – sofferti da Mozart, dalle lettere di Leopold emerge solo che, dai 7 ai 15 anni, Wolfgang stette male trentadue volte. Gli episodi respiratori furono dodici, cioè in media 1,5 all'anno: una cifra inferiore a quella (2,5) stimata per i ragazzi britannici di fine XX secolo tra i 5 e i 14 anni, che vivevano in condizioni igieniche molto migliori. Anche se un raffronto rigoroso non è possibile, non vi sono indizi che il musicista fosse oltremodo delicato di salute.
Molti, tra cui Einstein, accusano i viaggi e l'esposizione agli agenti infettivi di aver debilitato il fisico di Mozart, favorendo infine la sua malattia letale. È certo che in viaggio soffrì disagi notevoli; resta però indimostrato che essi abbiano prodotto effetti così nocivi. D'altronde, il recupero dal tifo (1765) e dal vaiolo (1767), uniti alla capacità di sostenere pesanti ritmi di lavoro da adulto, lasciano ritenere ad alcuni che il ragazzo avesse semmai una costituzione piuttosto forte.
Sembra probabile che abbia sofferto di una forma di rachitismo da carenza di vitamina D, molto comune a Vienna fino alla fine del XIX secolo. Non si sa però quanto fosse grave, e forse fu mitigata dall'esposizione al sole nel soggiorno in Italia.
Non si può comunque escludere che malattie patite nell'infanzia o nell'adolescenza abbiano prodotto il danno alla base della futura malattia mortale. Interpretando gli episodi del 1763 e 1766 come poliartrite acuta, si è sostenuto che una o più infezioni da streptococco abbiano pregiudicato le valvole cardiache, determinando una patologia silente a carico del cuore o dei reni. Simili infezioni non sono diagnosticabili clinicamente e restano quindi ipotetiche.
Neppure è escluso che il tracollo fatale della salute sia stato innescato dallo stress del 1790, seguito a ruota dal superlavoro del 1791. Il 1790 è infatti un anno infecondo sul piano creativo e nel quale è attestata la contrazione dei maggiori debiti, non solo dall'amico Puchberg ma anche dal mercante Heinrich Lackenbacher: pare quindi sia stato di un anno gravido di preoccupazioni.
L'immagine di un Mozart in declino fisico nel 1791 potrebbe tuttavia essere frutto dell'accettazione acritica di aneddoti riportati dalle prime biografie e basati sulla testimonianza postuma di Constanze, che poteva aver interesse a diffondere narrazioni sentimentali e sensazionali. Si sostiene che negli ultimi tempi fosse depresso, paranoico, dormisse e mangiasse poco, bevesse invece molto e soffrisse di allucinazioni.
Si è fatto notare che frammenti di corrispondenza di quell'anno – fin oltre il debutto del Flauto il 30 settembre – restituiscono un quadro diverso, e che non depone per una malattia cronica: un artista in pieno fervore creativo, che gode di buon appetito e sonno regolare, e la cui buona salute riproduttiva è testimoniata dalla nascita del figlio Franz Xaver il 26 luglio. Non v'è traccia nelle lettere di malinconia o di timori di morte, mentre un'unica fonte terza indica un episodio di dubbia natura a inizio settembre: il compositore era stato male a Praga prima del debutto della Clemenza di Tito, ma a fine ottobre migliorò e in novembre era di ottimo umore.
Sul piano emotivo si è tentato di identificare un possibile disturbo dell'umore del musicista, ricostruito come psicosi maniaco-depressiva ma, sebbene la diagnosi abbia trovato sostegno in un'analisi musicologica di Robbins Landon, alcuni ritengono quest'ultima viziata da evidenza incompleta e ragionamento circolare. Secondo altri, lo stesso riconoscimento del disturbo bipolare si basa su una lettura selettiva dei dati a disposizione, che non soddisfano alcun criterio diagnostico e indicano piuttosto normali tratti di personalità e comuni reazioni agli eventi della vita. L'ipercinetismo e la tendenza al turpiloquio giocoso sono stati ritenuti espressione della sindrome di Tourette, ma l'ipotesi è contestata. L'umorismo scatologico appare d'altronde intenzionale e controllato, e il compositore vi ricorre solo in precisi contesti, come le lettere alla Bäsle; esso si manifesta poi nello scritto, e non come coprolalia.

### Morte

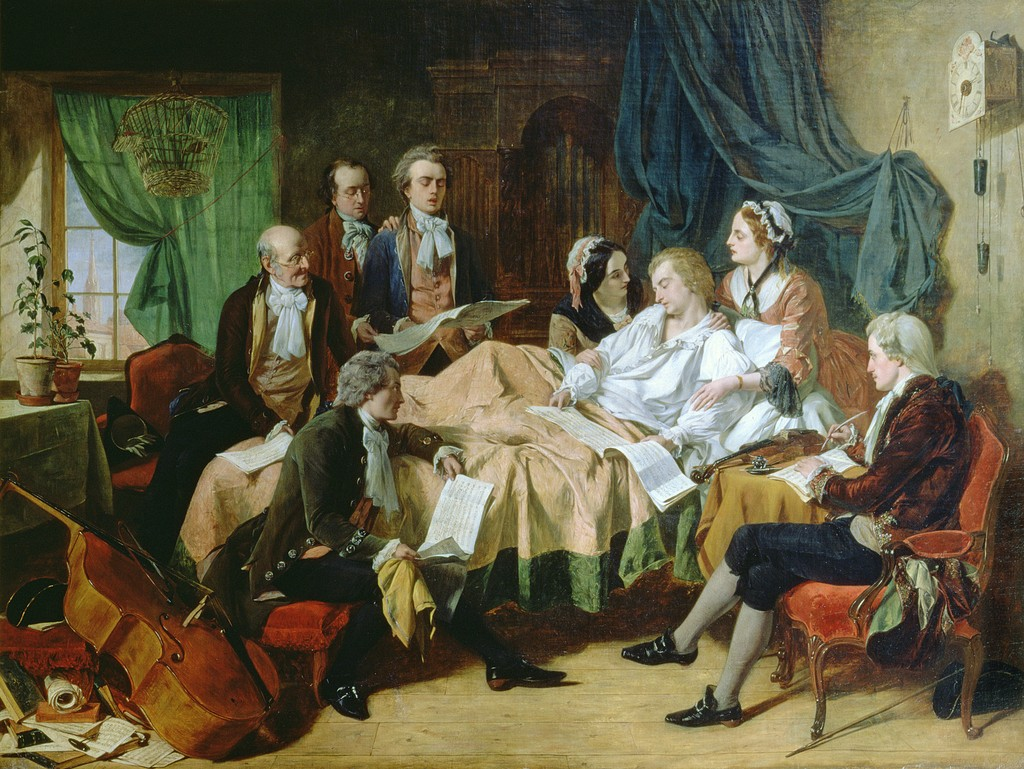
Le ultime ore di Mozart, dipinto di O'Neil (1849): il Romanticismo sublimò la morte di Mozart, rendendola nobile e spirituale, mentre fu sofferta e angosciosa

Le circostanze oscure della morte di Mozart (5 dicembre 1791) sono l'aspetto biografico più spesso oggetto di speculazioni, sospetti, testimonianze contraddittorie e in gran parte false. A ciò concorre decisivamente l'incarico della stesura del Requiem, trasmesso a Mozart da un messaggero misterioso per conto di un anonimo pochi mesi prima. La leggenda dipinge l'intermediario come una figura spettrale, vestita di grigio, alta e magra. Si trattava probabilmente del legale del conte Franz von Walsegg, Johann Sortschan, oppure dell'amministratore Franz Anton Leitgeb che, d'origine turca, esibiva un colorito olivastro.
L'apparizione dello sconosciuto avrebbe turbato e ossessionato Mozart, che vi avrebbe scorto un presagio di morte e avrebbe confessato questa suggestione in una lettera a Lorenzo Da Ponte; si tratta però di un falso. Non esiste certezza che il compositore sia stato cosciente della propria fine imminente se non nelle ultime ore di vita. Molto dubbio è l'affidamento in extremis del compito di ultimare il Requiem all'allievo Süßmayr; estremamente improbabile che Mozart abbia provato la composizione durante la malattia o vi abbia lavorato fino all'ultimo.
Alcune narrazioni, molto tardive e a volte indirette, sulle ultime ore del compositore sono intrise di dettagli fantastici: la cognata Sophie Weber riferì di essere accorsa al suo capezzale dopo aver visto il fuoco di un lume estinguersi di colpo e senza motivo; il locandiere Joseph Deiner avrebbe testimoniato la furia degli elementi scatenatasi con pioggia e neve nel giorno del funerale. Nella realtà non vi furono intemperie il 6 dicembre, ma è possibile, sebbene non provato, che le esequie si siano tenute il 7 con un forte vento, ritenuto responsabile della dispersione del corteo funebre.
È un fatto però che Mozart fu accompagnato a Santo Stefano da un corteo tutt'altro che deserto, e l'idea che sia stato abbandonato da tutti risente dell'incomprensione delle usanze del tempo, che non davano troppa importanza al trasporto al cimitero. È poi sfatato da tempo il mito che lo vuole sepolto in una fossa comune: ebbe invece esequie di terza classe, come molti suoi concittadini dell'epoca, e una disposizione imperiale osservata de facto fece sì che fosse inumato in una tomba a pozzo con altre cinque o sei salme.
L'aspetto più eclatante delle speculazioni intorno alla morte di Mozart consiste però nell'indagine delle sue cause: sia perché si spinge fino alla contemporaneità senza giungere a una risposta definitiva, sia perché ha prodotto in età romantica sospetti di omicidio e teorie della cospirazione. Pare essersi presto diffusa a Vienna l'opinione che Mozart fosse caduto vittima dell'invidia degli italiani, e le prime voci di assassinio circolavano già il 12 dicembre.
Constanze tenne al riguardo un atteggiamento ambiguo: screditò l'ipotesi dell'omicidio attraverso la biografia di Nissen e la smentì anche ai Novello, ma parve corroborarla velatamente in una lettera, riferendo un'opinione del figlio Karl (1837), che a sua volta aveva stilato una memoria sul possibile avvelenamento del padre (1824). Lasciar coltivare credenze poteva essere servito a Constanze per creare un alone di mistero intorno al Requiem e far credere che Mozart l'avesse completato in piena coscienza.

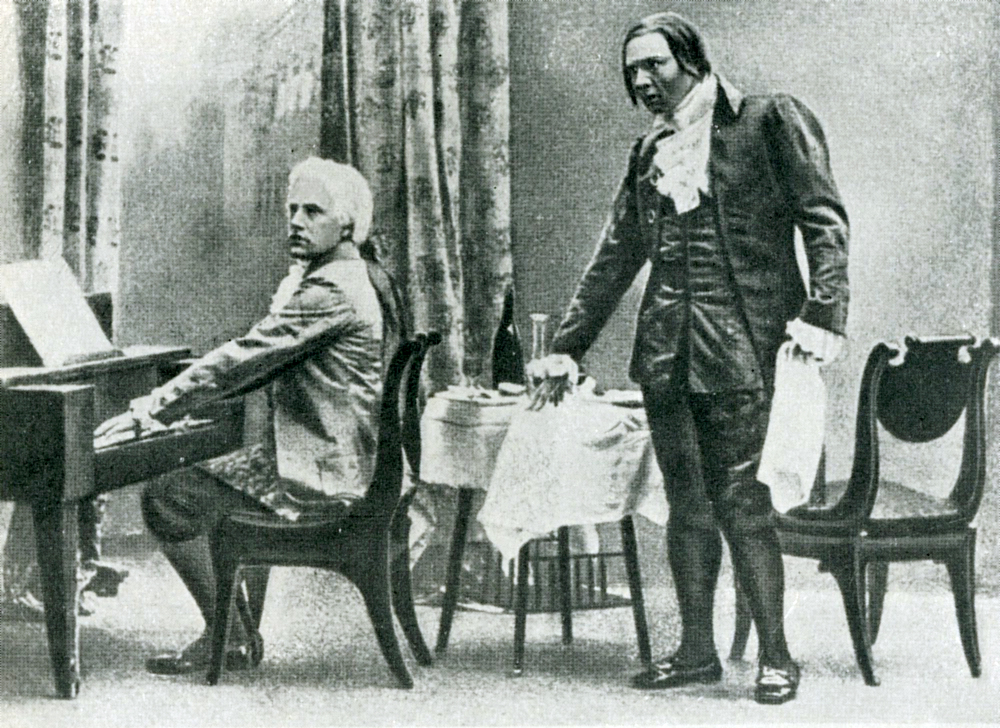
Škafer (tenore) e Šaljapin (basso) come Mozart e Salieri nell'opera di Rimskij-Korsakov (1898)

Oggetto della leggenda più nota è l'ombra gettata sul compositore italiano Antonio Salieri, che avrebbe avvelenato il collega per invidia. Tra il 1823 e il 1824 dissero a Beethoven che il vecchio Salieri aveva tentato il suicidio tagliandosi la gola e che si era autoaccusato dell'omicidio di Mozart. La voce corse e fu poi consacrata dal dramma poetico breve Mozart e Salieri di Puškin (1830), trasposto in un'opera omonima da Rimskij-Korsakov (1897). L'esistenza di una confessione di Salieri, spiegata a volte con il suo decadimento mentale, è dubbia: secondo Bėlza (1953) ve n'era un documento nell'archivio diocesano di Vienna, ma esso non fu mai trovato.
Altra leggenda vuole che l'assassino fosse il massone Franz Hofdemel. Questi aveva aggredito la moglie incinta, Magdalena Pokorný, e si era suicidato proprio all'indomani della morte di Mozart, di cui la giovane sarebbe stata allieva. A riportare in voga la teoria, nata da un racconto di Schefer (1841), fu nel 1983 Francis Carr. Hofdemel avrebbe avvelenato il compositore, o secondo altri l'avrebbe picchiato provocandogli un'emorragia cerebrale in grado di condurlo a morte.
Alcune teorie del complotto hanno indicato la massoneria come responsabile della morte di Mozart. Esse traggono origine dagli scritti periodici di Georg Friedrich Daumer (1861), ma furono riprese più volte, contaminandosi gradualmente di antisemitismo fino alle tesi paranoiche della neuropsichiatra Mathilde Ludendorff (1928-1936). Riemersero poi epurate dall'accusa agli ebrei in due saggi dei medici tedeschi Dalchow, Duda e Kerner (1966 e 1971).
A quanto si sa, Mozart morì invece per una malattia indicata in modo vago come febbre miliare, al cui riguardo esistono solo ipotesi. Ad aggravare le sue condizioni e ad accelerare la fine, se non a provocarla, fu poi quasi certamente la somministrazione di emetici e la pratica del salasso.

### Musica

#### Inquadramento
I primi critici videro in Mozart un autore vicino per espressività e passione all'estetica romantica, ma l'avvento di Beethoven creò un opposto stereotipo, con il grande bonnese elevato a emblema della ribellione e del sublime, il salisburghese della bellezza e della perfezione formali. Eccezioni furono i giudizi di Hoffmann, Kierkegaard, Mörike. Il riconoscimento del lato demoniaco mozartiano riprese quota nel XX secolo, prima in Heuß e poi in Schurig, il quale recuperò l'idea dell'anima di Mozart divisa in due, in perenne tensione tra divino e terreno,  che avrebbe formato la premessa della biografia di Einstein. L'Ottocento vide anche, con Blaze de Bury, l'assolutizzazione di Mozart, con la sua collocazione in una dimensione sovranazionale e in un olimpo di grandi (Shakespeare, Goethe, Raffaello) che esclude ogni altro musicista. Una visione simile ma estremizzata raffigura il compositore austriaco come l'unico genio divino dell'umanità. Gli echi di queste concezioni giungono nella critica fino al XXI secolo.

#### Carattere
Il mito dell'eterno bambino ha prodotto, promossa dai media del XX-XXI secolo e dall'industria mozartiana viennese e salisburghese, anche una visione popolare e superficiale della musica di Mozart, banalizzata negli stereotipi della dolcezza e dell'ascolto facile, non serio, infantile: un Mozart «tintinnante» di sottofondo, fatto di brevi estratti che si ripetono ossessivi in vari contesti – attese telefoniche, studi professionali, esercizi commerciali, spot pubblicitari – e occultano i momenti profondi, a volte oscuri e spaventosi, delle medesime composizioni da cui sono tratti; oppure trasmettono di Mozart stesso un'immagine sentimentale d'artista di corte nostalgico, ignorando la capacità della sua musica di esprimere l'intera gamma delle espressioni e delle emozioni umane. Ciò rafforza di riflesso il mito dell'eterno bambino.

#### Effetti biologici
La convinzione che la musica di Mozart produca effetti benefici nell'ascoltatore è stata a sua volta ricondotta al mito e alla popolarità del compositore. In particolare, la sua reputazione di enfant prodige pare entrare in gioco quando si parla di effetti sui bambini. Le compilation terapeutiche per la meditazione, il rilassamento, il riposo notturno, o quelle intese a stimolare il cosiddetto effetto Mozart, così come molte sperimentazioni, si servono di un sottoinsieme della produzione mozartiana: diversi brani, come l'emblematico Andante centrale del Concerto per pianoforte K 467, si prestano infatti per carattere a confermare l'assunto dell'efficacia rasserenante.
Varie ricerche hanno osservato la reazione emotiva all'ascolto di Mozart, rilevando a volte sensazioni di dolce serenità, oppure più rilassamento e meno stress rispetto a quanto ottenuto usando altra musica o la lettura. Nota è la vicenda mediatica dell'effetto Mozart, nata dal travisamento di uno studio di Rauscher e altri. Quest'ultimo aveva solo osservato una stimolazione temporanea delle capacità cognitive all'ascolto della Sonata per due pianoforti K 448, con un miglioramento dell'8-9% dei risultati di un test di ragionamento spaziale. Un articolo del Boston Globe coniò però l'espressione Mozart effect, e i media statunitensi promossero l'idea che Mozart in generale favorisse lo sviluppo intellettivo dei bambini. Diversi Stati americani ne incentivarono quindi la disponibilità per le neomamme e gli asili nido, mentre Mozart effect diventava un marchio registrato. Il maggior interesse per l'effetto Mozart sembra essersi destato in quegli Stati dove gli indici di istruzione sono più bassi.
Esiste il sospetto che molti studi siano viziati da pregiudizio o risentano del livello di competenza musicale dei ricercatori: i brani usati hanno un preciso carattere, che non è costante nella produzione mozartiana, e ben difficilmente si potrebbero rintracciare proprietà rilassanti o la comunicazione di sensazioni positive in capolavori drammatici come il Concerto per pianoforte K 466, il Quintetto d'archi K 516, il Requiem.
La capacità della musica di indurre benessere è riconosciuta fin dall'antichità, e gli effetti biologici di essa (cardiaci, neurologici, biochimici) sono stati oggetto di molte sperimentazioni, benché non sempre di buona qualità metodologica. Alcuni studi li hanno osservati anche in altre specie animali, rilevando effetti positivi con Mozart, negativi con la musica dodecafonica e neutri con il rumore bianco. Perfino l'effetto Mozart nella sua versione originaria è stato confermato in apparenza da una ricerca che ha confrontato i risultati ottenuti con la Sonata K 448 e con un brano di Brahms (Danza ungherese n. 5). Un effetto simile è stato però osservato anche usando Schubert, e si suppone che gli esiti di molti studi dipendano non tanto dall'autore quanto dal genere, dal modo della scala (maggiore o minore), dalla competenza e dalle preferenze musicali degli ascoltatori.

## Realtà storica
Un vago ritratto del vero Mozart può essere ricostruito considerando i fatti biografici in termini di probabilità. Secondo Stafford, è improbabile che fosse disadattato nelle relazioni umane, o che si sia distrutto con le sue mani a causa della propria difficile socialità, attraverso lo sperpero di denaro o per via di un atteggiamento di ribellione sociale e politica; non fu Constanze la causa della rovina, né un omicidio quella della morte. Piuttosto egli fu:
Niemetschek attesta in Mozart uno spirito razionale e un'ottima cultura extramusicale, ponendo in luce l'interesse per la matematica, la conoscenza di tre lingue moderne oltre al tedesco (francese, inglese, italiano) e di rudimenti del latino; emergono poi dalla corrispondenza la capacità di critica per il teatro e la poesia, l'amore per la lettura; vi sono prove che leggesse assiduamente anche i giornali.
La biblioteca del compositore annoverava opere di Ovidio e di Molière, di scrittori contemporanei (Kleist, Wieland, Weiße), libretti di Metastasio, saggi di storia tedesca, matematica, filosofia, letteratura, religione, pedagogia musicale, testi sulla massoneria, biografie di Federico II e Giuseppe II, libri educativi per l'infanzia, una raccolta di fiabe, guide turistiche, la Bibbia. Le letture di Mozart nel corso della vita furono però più estese e inclusero tra l'altro, oltre all'importantissimo Wieland, le Mille e una notte, Gebler, Fénelon, Pezzl, probabilmente Blumauer, Shakespeare.
La curiosità intellettuale del compositore, secondo lo storico dell'opera Nicholas Till, è chiave di lettura della sua musica e fa di lui un uomo ben inserito nel fermento culturale dell'epoca, vista la modernità della sua biblioteca e la frequentazione di Gottfried van Swieten, personaggio influente dal ruolo paragonabile a quello di un ministro della cultura. Per Lidia Bramani, l'atmosfera che Mozart respirò fin da ragazzo nelle relazioni intellettuali e nelle frequentazioni letterarie lo rese un artista di idee moderne, libertario, fautore del libero pensiero, pacifista, tollerante, amante della natura e degli animali, attento ai diritti dell'infanzia e alla libertà anche sessuale della donna, non perbenista, empatico, egualitario e propenso ad accettare il ruolo di guida della monarchia e della nobiltà solo in quanto rivolto al bene comune.

## Evoluzione del mito
Il mito fa ormai parte dell'immaginario collettivo, che ne subisce il fascino e lo preferisce alla cruda realtà; esso è quindi radicato nelle coscienze, anche di musicisti professionisti e direttori d'orchestra, e impregna di sé tutte le espressioni d'arte. La stessa musicologia, che ha riproposto a lungo i vari luoghi comuni, non se n'è affrancata del tutto.
La tradizione inaugurata già a ridosso delle prime biografie con poesie, racconti, romanzi e opere teatrali prosegue anche nel cinema come nell'opera rock. Tra le prime trasposizioni letterarie della vita e delle opere di Mozart si ricordano, oltre al Mozart e Salieri di Puškin, il racconto Don Giovanni di Hoffmann e la novella Mozart in viaggio verso Praga di Mörike.

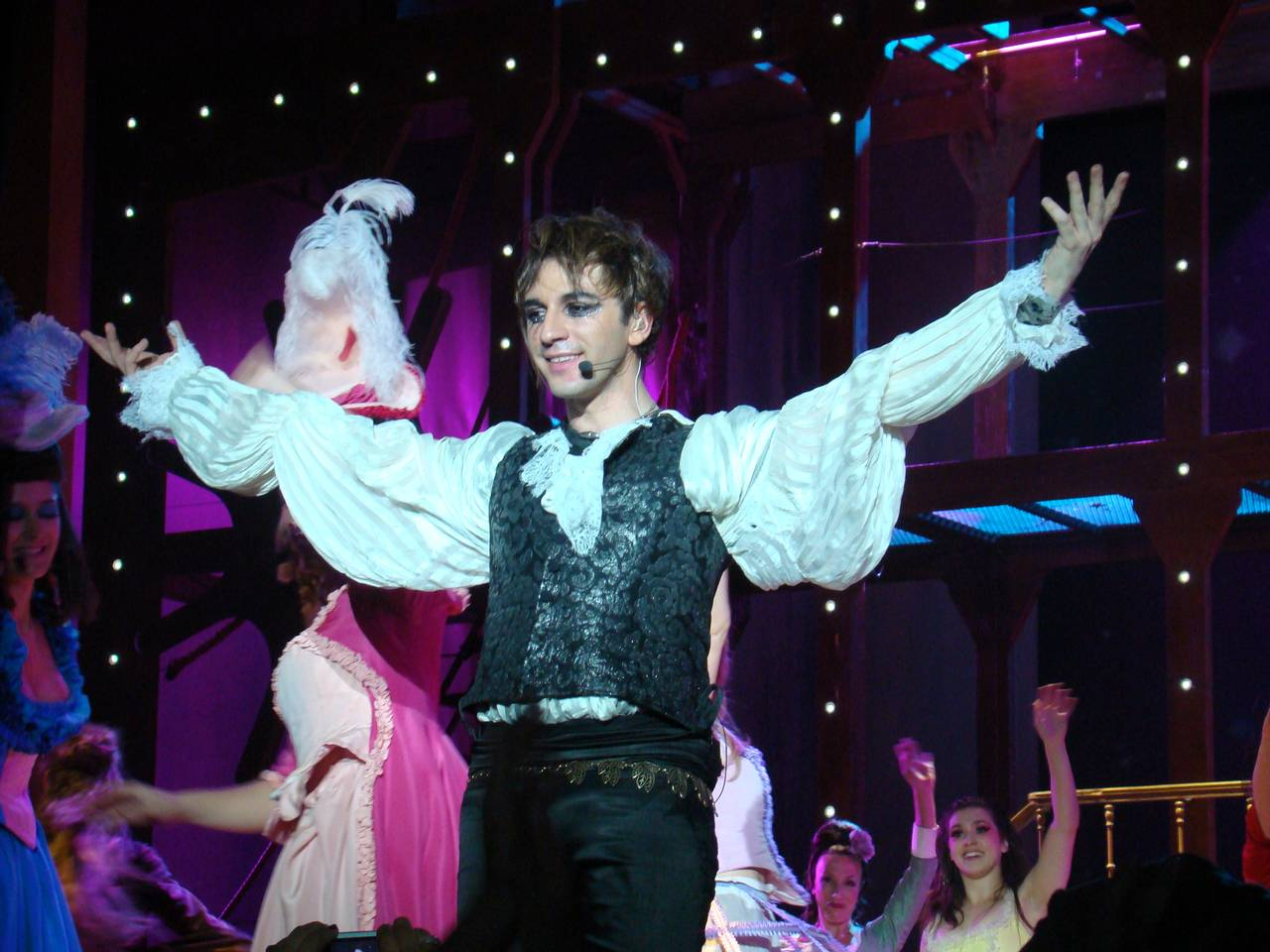
Mikelangelo Loconte nel musical Mozart, l'opéra rock

Dallo scorcio degli anni '70 e durante il decennio seguente, la pièce di Shaffer Amadeus (1978) trainò un rinnovato interesse di massa intorno a Mozart, al punto di indurre alcuni a parlare di Mozartmania. Nel 1985 il singolo Rock Me Amadeus di Falco, una hit mondiale, promosse di Mozart una visione neoromantica di punk e di rockstar di successo, anacronisticamente collocata entro la tradizionale biografia del compositore. Il cantante vestì i panni di Mozart nel video del brano. Ma fu soprattutto il successo del film di Forman Amadeus (1984), tratto dall'omonimo spettacolo teatrale e vincitore di otto Oscar, a dare risonanza popolare al mito. Il film costruisce un'immagine moderna del compositore, adottando la visione romantica e rafforzando i miti preesistenti, ma creandone anche di nuovi.
Amadeus è stato ritenuto espressione della cultura popolare, in grado di produrre capolavori acclamati dalla critica e non necessariamente sinonimo di bassa cultura. Tra i musicologi, spesso critici verso la pellicola, v'è chi dopo molti anni le riconosce una certa accuratezza: nella ricostruzione della cronologia degli eventi, in vari dettagli storici, nel riflettere il modo di intendere la musica all'epoca e nel riprodurre il dialogo tra improvvisazione, composizione ed esecuzione nella produzione concertistica mozartiana.
Narrato inaffidabilmente da Salieri, rivolto al grande pubblico, Amadeus avrebbe avuto il merito di incentivare la riflessione sulla biografia di Mozart, e di mettere a fuoco, diventandone pietra miliare, la ricezione bicentenaria della sua vita e della sua musica, che è patrimonio comune e appaga un bisogno collettivo di leggenda. Secondo Keefe:
Il musicologo Robert L. Marshall ritiene che Amadeus rispecchi il desiderio, oltremodo vivo in un'epoca assai secolarizzata, di spiegare la straordinarietà del talento di alcuni individui della specie umana. Kenyon giudica il mito di Mozart una ricca fonte di conoscenza su ciò che l'uomo ama credere dei grandi compositori, dell'ispirazione, della morte prematura e dell'opera incompiuta, e mette pertanto in guardia dal liquidarlo sbrigativamente, anche in quanto effettivo riflesso di fatti storici.